# Seznam vietnamskih letalskih asov vietnamske vojne
Seznam vietnamskih letalskih asov vietnamske vojne.
- Nguyen Toon -                     13
- Nguyen Van Coc -                      9
- Mai Van Cuong -	                    8
- Nguyen Hong Nhi -	                    8
- Phan Thanh Ngan -	                    8
- Nguyen Van Bay -	                    7
- Dan Ngoc Ngu -	                    7
- Luu Huy Chao -	                    6
- Vu Ngoc Dinh -	                    6
- Le Hai -		                    6
- Nguyen Ngoc Do -	                    6
- Nguyen Nhat Chieu -                   6
- Le Thanh Dao -	                    6
- Nguyen Dang Kinh -                    6
- Ngueyn Doc Soat -	                    6
- Nguyen Van Nghia -                    6
- Nguyen Tiem Sam -	                    6